# Фердинанд Пієх
Фердинанд Карл Пієх (нім. Ferdinand Karl Piëch, нар.. 17 квітня 1937, Відень — пом. 25 серпня 2019, Розенгайм, Верхня Баварія, Баварія, Німеччина) — австро-німецький автомобільний промисловець; інженер-конструктор, менеджер та мажоритарний акціонер. Голова наглядової ради концернів Volkswagen AG (2002—2015) та MAN (2007—2015). Член автопромислової династії Порше (прямий онук засновника династії Фердинанда Порше), мав австрійське громадянство.

## Життєпис
Фердинанд Пієх з'явився на світ як третя дитина доктора юридичних наук адвоката Антона Пієха (1894-1952) та його дружини Луізи Порше (1904-1999). Мати є донькою видатного автоконструктора і підприємця Фердинанда Порше і сина назвали на честь діда і засновника династії німецьких автобудівників. Під час Другої світової війни батько був управляючим заводів Фольксваген у Вольфсбурзі. Хоч Фердинанд Пієх належить до "жіночої" гілки нащадків видатного піонера автоіндустрії, основними рисами свого характеру - бойовитістю, честолюбством та цілеспрямованістю - він пішов у свою мати, яка навіть у похилому віці лишалася активною почесною головою Наглядової ради Porsche Holding OHG в Зальцбурзі. Її син Фердинанд в автомобільній галузі Європи вважається перфекціонистом.
В 1962 закінчив Цюрихську політехніку, диплом був присвячений конструкції двигунів автомобілів Формули-1, доктор технічних наук гонорис кауза.

## Досягнення
До безумовних успіхів Ф.Пієха належить велика ринкова розбудова концерну Фольксваген - завдяки вибраній Пієхом наступальній стратегії:
під керівництвом Пієха фірма Audi стала належати до світових автобольних преміум-марок (таких як Мерседес та БМВ). Завдяки йому Фольксвагеном були придбані та розбудовані колись популярні але занедбані попередніми власниками такі автомарки як Seat та Škoda, досить успішні на ринку люкс-марки Bentley та Bugatti.
До початку 2014 року концерн Фольксваген, завдяки зусиллям не в останню чергу Фердінанда Пієха, став одним з трьох найбільших у світі автовиробників (поряд з Toyota та General Motors) та найбільшим в Європі. В липні 2014 з ініціативи Пієха відбулись переговори з керівництвом FIAT-Chrysler про можливість купівлі Фольксвагеном цілком або частки італійсько-американського автогіганта. В разі складення угоди з італійськими власниками, Фольксваген під приводом Пієха стає найбільшим автовиробником у світі.
Конкретні моделі, розробленні за участю або з ініціативи Фердинанда Пієха
- Audi quattro (переможець чисельних авторалі)
- Volkswagen Lupo («3-літровий автомобіль»)
- Volkswagen Passat W8
- Volkswagen Phaeton
- VW XL1 («1-літровий автомобіль»)

## Невдачі
- Купівля британської автобудівної фірми Rolls-Royce Motor Cars. Фольксваген купив власне виробництво (за 1,44 млрд. DM), в той час як право на саму ринкову марку 'Rolls-Royce' лишилося за BMW (50 млн.DM).
- Просунення на авторинок моделі VW Passat W8 не вважається економічно вдалим.
- Розробка та виробництво люксус-седана VW Phaeton з одночасно занадто високими витратами на модернізацію фірми Bugatti.

## Програш боротьби за лідерство
10 квітня 2015 латентна боротьба Пієха за одноосібне лідерство в концерні з головою президії VW Мартіном Вінтеркорном перейшла у відкриту фазу — Пієх заявив про «дистанціювання» між ним і Вінтеркорном. А 25 квітня того ж року Пієх заявив, що складає з себе всі повноваження і посади в концерні, так як більше не бачить необхідної довіри для подальшої можливої співпраці в концерну з боку членів Президії Наглядової ради VW.

## Приватне життя
- Фердинанд Пієх з 1984 року другим шлюбом одружений з Урсулою Пієх (нар. 1956), колишньою гувернанткою фамілії; мають трьох спільних дітей. З 2002 сім'я мешкає у Зальцбурзі. Всього з попередніх шлюбів та зв'язків Ф.Пієх має дванадцять дітей.

Хобі та захопленнядалекосхідні культури та японська етика. Ф.Пієх є заядлим та досвідченим яхтсменом-щогловиком. Але найбільшою його пристрастю лишаються автомобілі, мотоцикли та двигуни.
Персональні вади
З дитинства страждає на легастенію.

## Почесні звання та нагороди
- 2011 «Людина року» — за версією американського журналу «Automobile Magazine»[8]
- 2011 — титул «Важливіший менеджер з 1971 року» («Manager Magazin», Німеччина)
- 2002 — медаль Вільгельма Екснера, однойменної фундації (Австрія).
- 1999 — «Автомобільний менеджер 20-го століття» (Global Automotive Elections Foundation, США)

## Виноски
1. ↑  Dr. Anton Piëch sen. // Neues Wiener Tagblatt / Hrsg.: M. Szeps — Wien: 1939. — Vol. 294-73. — S. 11.
2. ↑  Чеська національна авторитетна база даних
3. ↑  Колишній глава Volkswagen помер після відвідування ресторану - ЗМІ. Архів оригіналу за 27 серпня 2019. Процитовано 27 серпня 2019.
4. ↑  Ferdinand Piëch: Herkunft und Familie [Архівовано 3 квітня 2012 у Wayback Machine.](нім.)
5. ↑  Volkswagen hat Interesse an Fiat-Übernahme [Архівовано 19 липня 2014 у Wayback Machine.](нім.), 17.07.2014
6. ↑  Erklärung des Aufsichtsratspräsidiums der Volkswagen AG [Архівовано 14 червня 2015 у Wayback Machine.](нім.)  25.04.2015
7. ↑  FAZ: Das böse Ende eines guten Lebens(нім.)
8. ↑  2011 Man of the Year: Ferdinand Piech [Архівовано 22 червня 2012 у Wayback Machine.](англ.)